# Церква Костянтина та Олени (Мангуп)
Церква Костянтина та Олени — руїни православного храму XV—XVII століття на Мангупі, розташовані в центральній частині плато, у верхів'ї яру Гамам-дере. Однонефна базиліка, розмірами 7,3 м на 4,5 м; мабуть, була цвинтарною церквою — у церкві та навколо неї виявлено 175 поховань. Нині залишки стін місцями збереглися на висоту до 2 м-коду.

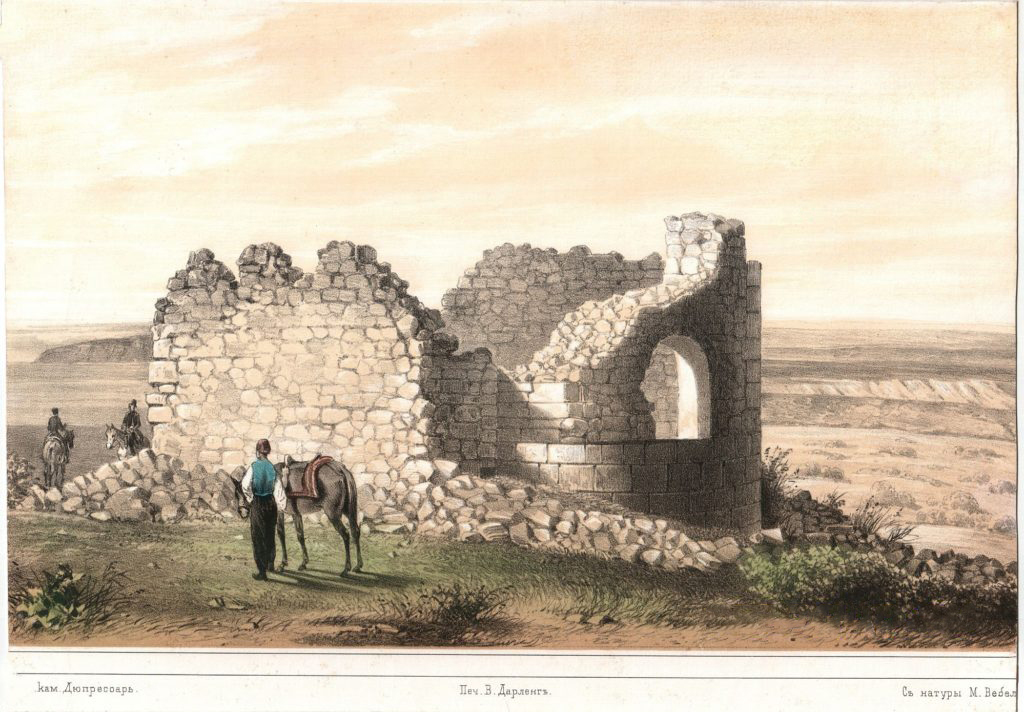
Вебель М. Мангуп. Руїни грецької церкви. 1853 р.

Церква, на думку істориків, була побудована в 1427 році: час будівництва храму відомий з грецького напису на плиті білого мармуру (9¾ вершка (близько 43,3 см) заввишки, 1 аршин 13,½ вершка (131,1 см) шириною і трохи більше 3 вершків завтовшки), яка, в українському перекладі, звучить так:
Збудований храм цей із благословенною фортецею, що нині бачиться, за днів пана Олексія, володаря Феодоро та помор'я і ктитора святих славних, боговенчанних, великих царів рівноапостольних Костянтина та Олени в місяці жовтні, індикту шостого, літа 6936.
Місце і час виявлення плити не встановлено, передбачається, що вона була знайдена між 1803 і 1805 роком: вперше була опублікована П. Сумароковим, у II томі праці «Дозвілля кримського судді, або Друга подорож до Тавриди», причому О. Бертьє-Делагард, говорячи про малюнок Сумарокова, стверджував, що мандрівник бачив її не в стіні церкви, а вже знятою, в якомусь іншому місці, оскільки із встановленої плити такий докладний малюнок зробити неможливо. За даними І. Стемпковського, повідомленим Петром Кеппеном, артефакт знаходився в Інкермані, звідки був вивезений в маєток таврійського губернатора А. Бороздіна. Ари археологічних роботах 1890 року Ф. Браун виявив вбудовану в одну з веж мармурову плиту, на якій, після вилучення, опинилися залишки грецького напису, що відноситься істориками до кінця XIV — початку XV століття і походить з храму Костянтина та Олени. Вважається, що Церква Костянтина та Олени була останнім чинним християнським храмом Мангупа. Храм був зруйнований після падіння Мангупа в 1475 році, але, згодом відновлений і діяв до XVII століття — польський дипломат Мартін Броневський в 1578 ще бачив церкву, що збереглася і залишив про це відповідний запис:
Тепер залишилися там лише грецька церква св. Костянтина та інша св. Георгія, зовсім занедбані
Церква відзначена на обох планах Мангупа, виконаних російськими топографами в 1780-ті роки, серед трьох грецьких або християнських церков, як вони позначені в експлікаціях до креслень. Про розпис храму згадував у 1793 П.-С. Паллас:
…можна ще розглянути ікони святих, що збереглися, писані фарбами на стінах, і в одній — прекрасний образ Марії